# Mark Graham
Mark Graham  is een Amerikaanse zanger, harmonica en klarinetspeler. Hij is bekend van zijn optreden met Kevin Burke'sOpen House en van verschillende solo-albums. Hij treedt ook op met Orville Johnson, bekend als dobrospeler en gitarist. Op hun cd The Kings of Mongrel Folk: Still Going Strong uit 2003 zijn zij samen te horen. 

## Discografie
Solo-albums:
- Funniest Songs In The World  (2002)
- Mark Graham (2006)
- Inner Life (2001)
- Southern Old-Time Harmonica (2000)

Met Open House:
- Open House: Hoof & Mouth (1997)
- Open House: Second Story (1994)
- Kevin Burke: Open House (1992)
- Kevin Burke: Up Close (1984)

Op diverse albums
- Danny Barnes - Dirt On The Angel  (2003)
- Danny Barnes & Thee Old Codgers - Things I Done Wrong  (2001)
- Skip Gorman - Lonesome Prairie Love  (1996)
- Anne Hills - Never Grow Up  (1998)
- Kings Of Mongrel Folk - Still Going Strong - Mark Graham en Orville Johnson (2003)
- Tim O'Brien - Oh Boy! O'Boy!  (1993)
- Tim O'Brien - Red On Blonde  (1996)
- Diverse artiesten - American Fogies Vol. 2  (1996)
- Diverse artistn - Inspiration: 22 Great Harmonica Performances  (2003)